# إلمر هولم
إلمر هولم (بالإنجليزية: Elmer Holm)‏ هو مدرب كرة سلة أمريكي، ولد في 14 يناير 1906 في نبراسكا في الولايات المتحدة، وتوفي في 8 أكتوبر 1992.